# Radio Free Asia

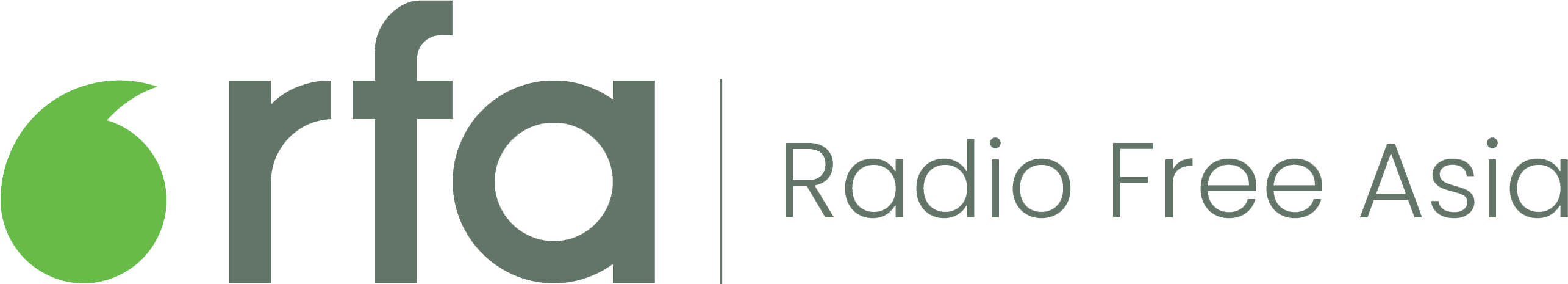
Logo Radia Free Asia

Radio Free Asia (RFA, tłum. Radio Wolna Azja) – prywatna rozgłośnia nadająca w 9 azjatyckich językach, stworzona i finansowana przez Kongres Stanów Zjednoczonych.

## Historia

### Pierwsze dwadzieścia lat
Radio Free Asia była pierwotnie amerykańską rozgłośnią propagandową nadającą w lokalnych językach w najbardziej komunistycznych krajach Azji. Rozgłośnia została założona w 1950 roku i była finansowana przez CIA jako antykomunistyczne propagandowe radio za pomocą organizacji "Komitet Wolnej Azji" nadające z Manilii na Filipinach oraz Dhaki i Karaczi w Pakistanie. Biura działały także w Japonii. Macierzystą organizację nazwano „Fundacja Azja”. W 1971 roku CIA zakończyła działalność związaną z radiem, zaś wszystkie obowiązki przekazano „Zarządowi Międzynarodowych Nadawców Radiowych” (BIB).

### Dzisiaj
Zaliczona do prywatnych organizacji w marcu 1996 roku, RFA zaczęła nadawanie we wrześniu 1996 roku.
RFA nadaje w 9 językach za pośrednictwem fal krótkich i w Internecie. Pierwszy przekaz nadano w języku chińskim mandaryńskim i jest to do dzisiaj najbardziej rozbudowana sekcja nadająca 12 godzin dziennie. Oprócz tego RFA nadaje także w językach chińskim kantońskim, tybetańskim (dialekty Kham, Amdo i Uke), ujgurskim, birmańskim, wietnamskim, laotańskim, khmerskim (Kambodża) i koreańskim (Korea Północna).